# アレクサ・レイ
アレクサ・レイ（英: Alexa Rae）は、アメリカ合衆国の元ポルノ女優。身長170cm、体重52kg。
ジョージア州アトランタ出身。2003年に“Lex the Impaler 2”でのレキシントン・スティールとのプレイでAVN賞を受賞した。ウィックド・ピクチャーズに所属していた。